# AGM–84 Harpoon
Az AGM–84, UGM–84 és RGM–84 Harpoon hajók elleni robotrepülőgép változatok, melyeket az Egyesült Államokban a McDonnell Douglas fejlesztett ki, jelenleg a Boeing gyártja. Indítható hadihajóról és szárazföldi indítóállványról (RGM–84 változat), tengeralattjáróról (UGM–84 változat) és repülőgépről (AGM–84 változat). Közvetlenül a vízfelszín felett, néhány méteres magasságban repül, ez megnehezíti felderítését és lelövését, csak a cél közelében kapcsol be saját rádiólokátora, mely a rávezetést végzi. Líbia 1986-os támadásakor két líbiai járőrhajót, az irak-iráni háború idején két kisebb iráni hadihajót süllyesztettek el vele. A fegyvert széles körben exportálták, napjainkban is gyártják. Továbbfejlesztésével hozták létre a szárazföldi célpontok elleni AGM–84K SLAM-et (Standoff Land Attack Missile - Távolról Indítható Szárazföldi Támadórakéta).

RGM–84 Harpoon gyakorló indítása a USS Thorn Spruance osztályú rombolóról